# Horsfieldia parviflora
Horsfieldia parviflora là một loài thực vật thuộc họ Myristicaceae. Loài này có ở Indonesia và Singapore.